# Замок Багеналс

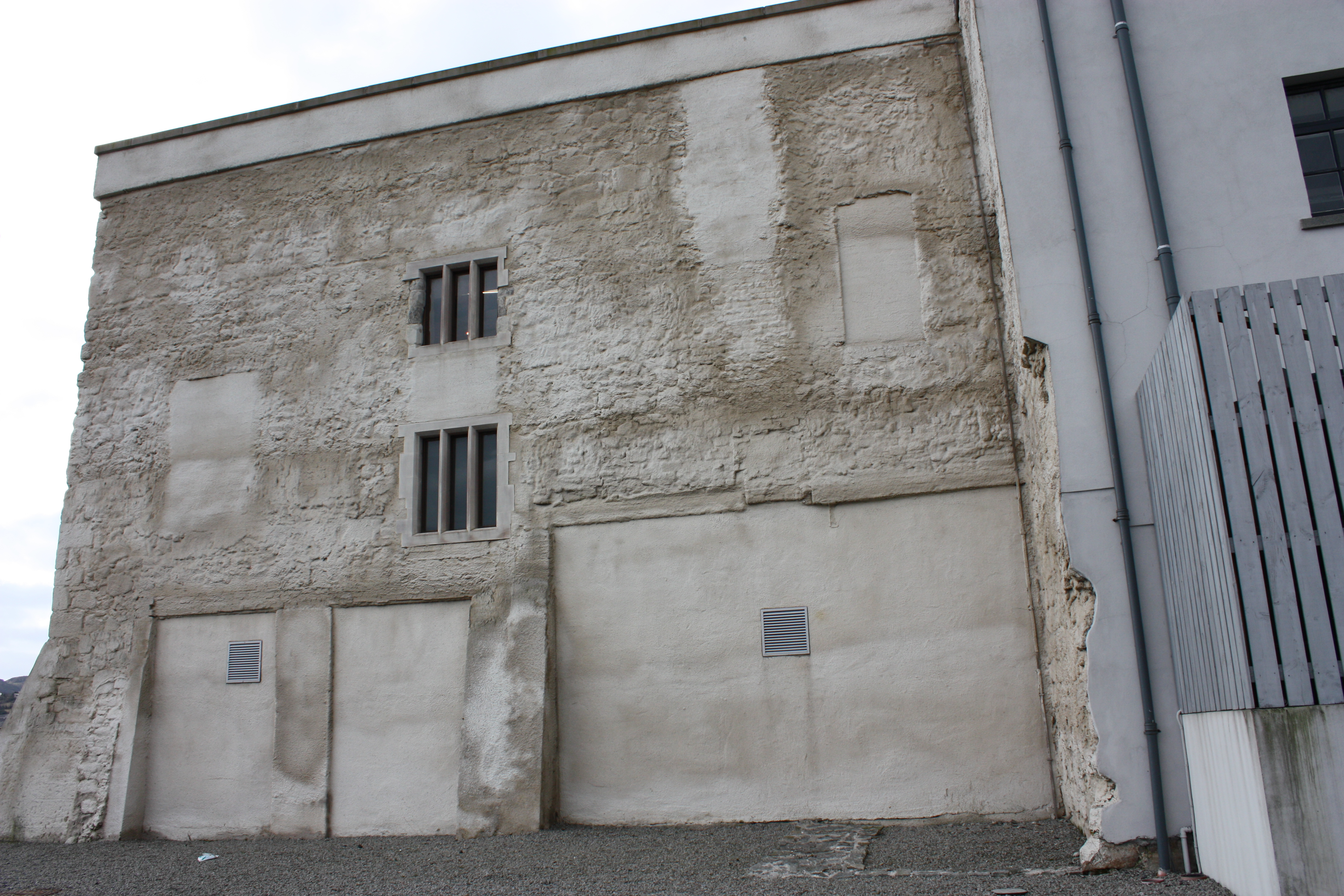
Замок Багенал. Сучасний вигляд.

Замок Багеналс (англ. Bagenal's Castle) — один із замків Ірландії, розташований у графстві Даун, Північна Ірландія.

## Музей
Замок Багеналс побудований у XVI столітті. Замок являє собою укріплений будинок. До замку прилягає забудова ХІХ століття. Нині в замку Багеналс розташований музей Ньюрі та Морн, інформаційний центр Ньюрі. Музей заснований в 1986 році.
Під час проведення реставраційних робіт та розкопок біля замку Багеналс було виявлено чимало артефактів, що складають історичну та мистецьку цінність: деталі каміну, вікон, дверей, різноманітних побутових речей різних епох. Вони були використані для обладнання музею та реставрації замку, щоб у відвідувачів склалося повноцінне враження про життя людей в Ірландії в XVI столітті. інтерпретовані для відвідувача і креслення були введені в експлуатацію, щоб проілюструвати, як різні житлові приміщення замку б функціював у шістнадцятому столітті. Був відреставрований бенкетний зал, що використовується для святкування різних подій і для громадських заходів.
Музей містить різноманітні колекції та матеріали, що є артефактами різних епох історії Ірландії: доісторичної епохи, цистеріанських монастирів Ньюрі, Ірландії раннього середньовіччя до англо-норманського завоювання, часів англійської корони, будівництва міста. Крім того, є експозиція «Діра Півночі» — про історичний перевал, кордон між Ольстером та Ленстером. Ще одна виставка називається «Досвід прикордонного міста ХХ століття» — стосується реалій і подій в Ірландії в ХХ столітті. Крім цього є постійні виставки, присвячені рибальству, сільському господарству, фольклору Морні та Арми.
Є також тимчасові виставкові площі, читальний зал місцевої бібліотеки.

## Історія замку Багеналс
Замок був побудований в XVI столітті біля цистеріанського абатства, яке було засноване в ХІІ столітті. Збереглися оригінальні малюнки, датовані 1568 роком, які свідчать про те, що в той час замок мав башти, мав елементи як фортеці так і житлового замку. Замок був оточений стіною, господарськими будівлями, біля замку був фруктовий сад. Замок побудував сер Ніколас Багеналс — англійський колоніст зі Страффордширу. Йому були даровані маєтки і землі, які були конфісковані в цистеріанського монастиря в Ньюрі. Крім цього йому були даровані землі в Грінкастл та Карлінгфорд. Малолітній король Англії Едуард VI дарував йому ці землі й призначив маршалом армії Ірландії у 1552 році. Сер Ніколас Багеналс, а потім і його син Генрі Багеналс відігравали значну роль в історії Ірландії XVI століття.
Генрі Багеналс, що взяв на себе провідну роль у військових кампаніях проти ірландського вождя клану Х'ю О'Ніла — графа Тирону, під час так званої Дев'ятирічної війни в Ірландії був убитий, коли англійські війська зазнали поразки в битві під Жовтим Бродом в 1598 році. Історичні записи дозволяють дізнатися про життя людей феодальних замків того часу. У 1575 році сер Генрі Сідні — лорд-заступник Ірландії повідомив, що Турлу Лунех О'Ніл витратив £ 400 в протягом трьох днів під час святкування дня святкування Свято Вакха в Ньюрі й він прийняв лорда-заступника Ірландії, змусив його лишатися тверезим, і запросив його в гості до замку. Замок Багеналс був місцем залицяння сестри Генрі Багеналса — Мейбл та ірландського ватажка Х'ю О'Ніла в 1591 році. Незважаючи на те, що вона була описана як «Єлена часів Єлизаветських війн». Х'ю попросив руки Мейбл щоб нейтралізувати зростання влади Генрі Багеналса в Ольстері, а не з романтичної прихильності. Проте Мейбл закохався в Х'ю, і вони зрештою одружилися після того, як зник в особі ворога Генрі Багеналс. На жаль, життя в замку О'Ніла в Дунганнон не виправдало романтичних очікувань Мейбл, і вона померла нещасна кілька років по тому — в 1596 році.
Після руйнівної Дев'ятирічної війни замок Багеналс був відновлений як центр маєтку Багеналс, як одна з англійських колоній Ольстеру. У 1641 році почалось нове повстання за незалежність Ірландії. На замок Багеналс напали повстанці. Замок був суттєво ушкоджений. Наприкінці XVII століття замком Багеналс володів Ніколас Багеналс — правнук Ніколаса Багеналса. До його смерті в 1712 році замок Багеналс був одним із кращих маєтків графства Даун. Потім замок перейшов до його двоюрідного брата — Роберта Недама. Він здав маєток Багеналс в оренду Роберту Хучесону — купцю з Ньюрі. Збереглася навіть карта маєтку, яка була додана до договору оренди. У 1746 році родина Недам реставрувала замок і спробувала його перетворити в комерційне підприємство. Біля замку в той час був дендрарій і луки. Замок був суттєво перебудований, були знесене укріплення і башти, вже непотрібні на той час.
У ХІХ столітті до замку добудував склади Джозеф Дойл — торговець. У 1894 році замок купив Артур МакКанн і влаштував там пекарню.